# Southside Place
Southside Place é uma cidade localizada no estado norte-americano do Texas, no Condado de Harris.

## Demografia
Segundo o censo norte-americano de 2000, a sua população era de 1546 habitantes.
Em 2006, foi estimada uma população de 1625, um aumento de 79 (5.1%).

## Geografia
De acordo com o United States Census Bureau tem uma área de 0,6 km², dos quais 0,6 km² cobertos por terra e 0,0 km² cobertos por água.

## Localidades na vizinhança
O diagrama seguinte representa as localidades num raio de 12 km ao redor de Southside Place.